# Kepler-37 b
Kepler-37 b — це позасонячна планета класу Земля, відкрита на орбіті навколо зорі Kepler-37 у сузір’ї Ліри. Планета знаходиться на відстані близько 1200 світлових років від Сонця. На момент відкриття була найменшою відомою екзопланетою, її маса лише трохи більша за масу Місяця.

## Історія відкриття
Kepler-37 b разом з іншими планетами Kepler-37 c та Kepler-37 d була відкрита 20 лютого 2013 року космічним телескопом Кеплер, що спостерігав за зірковими транзитами.
На момент дослідження Kepler-37 була найменшою зіркою, що була вивчена методом астросесмології. Розміри планети також виявилися найменшими із колись відкритих планет за межами Сонячної системи, що дозволило зробити припущення, що маленькі планети широко розповсюджені.

## Фізичні властивості і параметри орбіти
Діаметр планети Kepler-37 b становить близько 3900 кілометрів (трохи більше діаметра земного Місяця). Планета розташована близько до своєї зірки — 0,1 а. о. Один оберт навколо материнської зірки планета робить за 13,4 днів. Середня температура поверхні становить близько 425 °C (800 °F). Поверхня планети швидше за все складається із кам’янних порід. NASA підкреслило, що у планети відсутня атмосфера, відповідно, там не може існувати життя.